# Tayeb Saleh
Tayeb Saleh, Al-Tayyib Salih (en árabe: الطيّب صالح) (Merowe, Sudán en 1929 al 18 de febrero de 2009) fue un escritor sudánés.
Estudió en la Universidad de Londres y se iba a dedicar a la agricultura, pero tras un breve período de maestro al volver del Reino Unido se dedicó a las publicaciones. 
Su obra versa sobre temas políticos y roles sexuales entremezclando la cultura árabe y la occidental. También era un reconocido escritor de relato corto en árabe. 
Con su novela, Época de migración al norte, publicada en Beirut a finales de los años 1960, se consagró como uno de los mejores escritores en árabe actuales y su obra se ha traducido a más de 20 idiomas. 
Su novela La boda de Zein fue llevada al teatro en Libia y al cine por Khalid Siddiq a finales de los 1970, consiguiendo un premio en el Festival de Cannes. 
Durante más de 10 años, escribió una columna semanal en el diario londinense en árabe, "al Majalla", ha trabajado además para la BBC en árabe y como director general del ministerio de información en Doha, Catar. En sus 10 últimos años de carrera trabajó para la Unesco en París.
Su vida termina el 18 de febrero de 2009 a la edad de 80 años en Londres.